# Fulvetta formosana
Fulvetta formosana (лат.) — вид птиц из семейства суторовых. Ранее считался конспецифичным с Fulvetta cinereiceps и Fulvetta manipurensis.

## Распространение
Эндемик Тайваня.

## Описание
Длина тела 12 см, вес 10 г. От короны до спинки окрашены в молочно-серо-коричневый цвет. Нижняя часть спинки и зад бледно-рыжие.

## Биология
В желудках представителей вида находили насекомых и семена. Пищу эти птицы ищут парами или небольшими группами на или в непосредственной близости от земли. Брачный сезон с мая по июль. В кладке 2 яйца.

## Охранный статус
МСОП присвоил виду охранный статус LC.